# 1-nitronaftaleen
1-nitronaftaleen of α-nitronaftaleen is een aromatische nitroverbinding. Ze bestaat uit een naftaleenkern waarop één nitrogroep is gesubstitueerd. Het is een van de twee mogelijke nitronaftaleen-isomeren; de andere is 2-nitronaftaleen of β-nitronaftaleen. Het is een brandbare, vaste stof en is bijna niet oplosbaar in water.

## Synthese
Het wordt geproduceerd door de inwerking van salpeterzuur of van nitreerzuur (een mengsel van zwavelzuur en salpeterzuur) op naftaleen. De verhouding van de twee isomeren 1-nitronaftaleen en 2-nitronaftaleen in het reactieproduct is ongeveer 95:5.

## Toepassingen
1-nitronaftaleen wordt gebruikt voor de productie van synthetische kleurstoffen en als tussenproduct in de synthese van andere verbindingen. Het kan bijvoorbeeld gereduceerd worden tot 1-naftylamine dat ook een grondstof is voor synthetische kleurstoffen. Het kan ook verder genitreerd worden tot 1,5-dinitronaftaleen, waaruit 1,5-diaminonaftaleen en 1,5-naftaleendi-isocyanaat (een grondstof voor polyurethaanharsen) bereid worden.
Het wordt aan minerale oliën toegevoegd om de fluorescentie ervan te maskeren (de Engelse term hiervoor is "deblooming").